# This is the Six
This is the Six is het eerste studioalbum van de Britse metalcore band While She Sleeps. Het album werd op 13 augustus 2012 uitbracht via Search and Destroy Records.

## Tracklist
| Nr. | Titel                                                           | Duur |
| --- | --------------------------------------------------------------- | ---- |
| 1.  | Dead Behind the Eyes (featuring Andrew Neufeld of Comeback Kid) | 4:06 |
| 2.  | False Freedom                                                   | 3:48 |
| 3.  | Satisfied in Suffering                                          | 3:15 |
| 4.  | Seven Hills                                                     | 4:22 |
| 5.  | Our Courage, Our Cancer                                         | 3:36 |
| 6.  | This Is the Six                                                 | 4:45 |
| 7.  | The Chapel                                                      | 2:17 |
| 8.  | Be(lie)ve                                                       | 3:56 |
| 9.  | Until the Death                                                 | 4:27 |
| 10. | Love at War                                                     | 4:44 |
| 11. | The Plague of a New Age                                         | 4:20 |
| 12. | Reunite                                                         | 1:14 |

| Nr. | Titel                              | Duur |
| --- | ---------------------------------- | ---- |
| 13. | Our Courage, Our Cancer (acoustic) | 3:30 |
| 14. | False Freedom (acoustic)           | 2:37 |
| 15. | This Is the Six (track by track)   |      |

| Nr. | Titel                                                    | Duur |
| --- | -------------------------------------------------------- | ---- |
| 13. | Death Toll                                               | 3:55 |
| 14. | Weathered Man (Love at War Alternate Version)            | 2:51 |
| 15. | False Freedom (Acoustic)                                 | 2:36 |
| 16. | Seven Hills (Alternate Version feat. Jenny Staniforth)   | 5:00 |
| 17. | Our Courage, Our Cancer (Acoustic)                       | 3:31 |
| 18. | Sickness Over Health (Until the Death Alternate Version) | 4:01 |